# Zamach w Bangkoku (2015)
Zamach w Bangkoku – atak terrorystyczny, który miał miejsce 17 sierpnia 2015 w Bangkoku w Tajlandii. W zamachu zginęło 20 osób a 130 zostały ranne.

## Zamach
17 sierpnia 2015 o godzinie 18:56 czasu lokalnego w centrum Bangkoku w kaplicy Erawan eksplodowała bomba rurowa. Według tajskich mediów na miejscu zostały znalezione i rozbrojone dwa inne ładunki wybuchowe.

## Ofiary
Wśród ofiar znajdują się obywatele Tajlandii, Chin, Malezji, Filipin, Hongkongu oraz Singapuru.
| Kraj      | Ofiary śmiertelne |
| --------- | ----------------- |
| Chiny     | 7                 |
| Tajlandia | 6                 |
| Malezja   | 5                 |
| Indonezja | 1                 |
| Singapur  | 1                 |
| Razem     | 66                |